# 256e division d'infanterie
La  256e division d'infanterie  (en allemand : 256. Infanterie-Division ou 256. ID) est une des divisions d'infanterie de l'armée allemande (Wehrmacht) durant la Seconde Guerre mondiale.

## Historique
La 256. Infanterie-Division est formée le 26 août 1939 dans les Wehrkreis IV et VI avec du personnel d'unité de réserve en tant qu'élément de la 4. Welle (4e vague de mobilisation).
Sa formation a lieu dans le Protectorat de Bohême-Moravie.
Après avoir combattu en Hollande, Belgique et France, elle est transférée en juin 1941 sur le Front de l'Est au sein de l'Heeresgruppe Mitte pour participer à l'opération Barbarossa et participe à la bataille de Moscou en décembre 1941.
Elle subit de lourdes pertes pendant la bataille de Smolensk en avril 1943 et au cours de l'offensive d'été 1944 de l'Armée rouge.
Elle est détruite à Vitebsk le 22 juin 1944. Les éléments survivants forme le Divisions-Gruppe 256 qui est assigné au Korps-Abteilung H.
Le 17 septembre 1944, la 568. Volksgrenadier-Division (partiellement créée en août) est renumérotée en 256. Volksgrenadier-Division (generalmajor Gerhard Franz). Cette unité combat en Alsace, dans la Sarre, le Hunsrück et le Rhin moyen.

## Autres insignes de la division

## Organisation

### Commandants
| Date                                 | Grade           | Commandant           |
| ------------------------------------ | --------------- | -------------------- |
| 1er septembre 1939 - 10 janvier 1940 | Generalleutnant | Josef Folttmann (de) |
| 10 janvier 1940 - 4 janvier 1942     | Generalleutnant | Gerhard Kauffmann    |
| 4 janvier 1942 - 14 février 1942     | Generalleutnant | Friedrich Weber      |
| 14 février 1942 - 24 novembre 1943   | Generalleutnant | Paul Dannhauser      |
| 24 novembre 1943 - 26 juin 1944      | Generalleutnant | Albrecht Wüstenhagen |

### Officiers d'opérations (Generalstabsoffiziere (Ia))
| Date                             | Grade               | Commandant           |
| -------------------------------- | ------------------- | -------------------- |
| ? - ? 1940                       | Hauptmann i.G.      | Otto Deyhle          |
| Juin 1940 - Novembre 1942        | Major i.G.          | Albrecht von Warburg |
| Novembre 1942 - 10 décembre 1943 | Oberstleutnant i.G. | Adolf Hornig         |

## Théâtres d'opérations
- Allemagne : septembre 1939 - mai 1940
- Pays-Bas et Belgique : mai 1940 - juin 1941
- Front de l'Est, secteur Centre : juin 1941 - juillet 1944
  - 1941 - 1942 : Opération Barbarossa
    - 22 octobre 1941 au 22 janvier 1942 : Bataille de Moscou
- 1945 : Opération Nordwind

## Ordres de bataille
- Infanterie-Regiment 456
- Infanterie-Regiment 476
- Infanterie-Regiment 481
- Artillerie-Regiment 256
- Pionier-Bataillon 256
- Feldersatz-Bataillon 256
- Panzerabwehr-Abteilung 256
- Aufklärungs-Abteilung 256
- Infanterie-Divisions-Nachrichten-Abteilung 256
- Divisions-Nachschubführer 256